# Procédé de contact
Le procédé de contact est le mode de production industrielle d'acide sulfurique concentré actuellement le plus employé dans le monde. Il consiste essentiellement à catalyser, aujourd'hui par du pentoxyde de vanadium V2O5, l'oxydation de dioxyde de soufre SO2 en trioxyde de soufre SO3 et à récupérer ce dernier dans l'acide sulfurique H2SO4 pour former un oléum à forte teneur en acide disulfurique H2S2O7, lequel donne deux molécules d'acide sulfurique par hydratation.

## Historique
Le procédé a été développé initialement en 1831 par Peregrine Phillips pour remplacer le procédé des chambres de plomb, il utilisait du platine comme catalyseur. En 1921, Eugen de Haen  met au point les catalyseurs à base d'oxyde de vanadium, moins chers que le platine, qui sont toujours utilisés aujourd'hui.

## Procédé de contact
Ce procédé se décompose en trois étapes :
1. purification du dioxyde de soufre SO2,
2. oxydation du dioxyde de soufre en trioxyde de soufre SO3 à l'aide de pentoxyde de vanadium V2O5,
3. conversion du trioxyde de soufre en acide sulfurique H2SO4.

### Purification du dioxyde de soufre
La purification du SO2 est nécessaire pour éviter l'empoisonnement du catalyseur de l'étape n° 2 par des impuretés ou des poussières, le gaz doit aussi être parfaitement sec. Les étapes de purification dépendent de l'origine du SO2: combustion de soufre ou de H2S, grillage de sulfures. On utilise en général un filtre électrostatique pour capturer les poussières, puis une tour de lavage par de l'acide sulfurique concentré qui absorbe l'humidité.

### Oxydation en trioxyde de soufre par le pentoxyde de vanadium(V)
On utilisait autrefois comme catalyseur du platine plutôt que du vanadium, un peu moins efficace, mais le platine est plus cher et est plus facilement inhibé par des impuretés. Le mécanisme de la réaction d'oxydation catalysée par le pentoxyde de vanadium V2O5 est le suivant :
a)   2 SO2 + 4 V5+ + 2 O2− → 4 V4+ + 2 SO3,
b)   4 V4+ + O2 → 4 V5+ + 2 O2−,
la réaction globale s'écrivant :
2 SO2 (g) + O2 (g)  {\displaystyle \rightleftharpoons }  2 SO3 (g) : ΔH = −197 kJ mol−1.
On atteint 96 % de rendement chimique avec V2O5 en maintenant une température de 450 °C et une pression de 100  à   200 kPa ; le catalyseur ne sert qu'à optimiser la cinétique de la réaction, mais n'en déplace pas l'équilibre.
Le catalyseur V2O5 forme un complexe [(VO)2O(SO4)4]4− avec SO2 au cours de la réaction :

Oxydation du dioxyde de soufre en trioxyde de soufre par le pentoxyde de vanadium.

### Addition à de l'acide sulfurique pour former un oléum
Le trioxyde de soufre est ensuite refroidi dans un échangeur thermique et recueilli dans une tour d'absorption où il est dissous dans de l'acide sulfurique concentré afin de produire de l'oléum :
H2SO4 (l) + SO3 (g) → H2S2O7 (l),
qui peut être ensuite hydraté pour libérer de l'acide sulfurique, avec un rendement moyen de 30 % :
H2S2O7 (l) + H2O(l) → 2 H2SO4 (l).

## Procédé DCDA
L'une des difficultés de ce procédé est liée à trois phénomènes: 
- la réaction est fortement exothermique comme indiqué dans le paragraphe précédent,
- même avec un catalyseur, il faut une température relativement élevée pour que la vitesse de réaction soit assez élevée pour obtenir un bon rendement de conversion,
- plus la température est élevée, plus l'équilibre 2 SO2 (g) + O2 (g) =  2 SO3 (g) est favorisé dans le sens inverse.

Donc l'avancement de la réaction, en augmentant la température et le quotient réactionnel, atteint rapidement une limite correspondant à l'équilibre.
Pour pallier ce problème, le procédé de « double contact double absorption » (DCDA) est une amélioration du procédé de contact consistant à faire passer le SO2 successivement dans deux unités successives constituées chacune d'un convertisseur catalytique au V2O5 suivi d'une tour d'absorption dans H2SO4 :
1. Le SO2 est oxydé en SO3 par V2O5 dans le premier convertisseur catalytique.
2. Le mélange gazeux SO2-SO3 circule à travers la première tour d'absorption au H2SO4 où SO3 est absorbé sous forme de H2S2O7 tandis que SO2 traverse la tour sans réagir.
3. Le SO2 qui a traversé la première tour est refroidi puis oxydé en SO3 dans le second convertisseur catalytique.
4. Le mélange gazeux SO2-SO3 issu du second convertisseur circule à travers la seconde tour d'absorption où SO3 est absorbé sous forme de H2S2O7.

Les étapes d'absorption permettent d'éliminer le trioxyde de soufre dans le mélange réactionnel, ce qui diminue le quotient réactionnel et favorise la réaction dans le sens direct. De plus, chaque convertisseur catalytique est constitué de quatre lits de catalyseurs successif. Entre chaque lit, le refroidissement des gaz permet de garder une température pas trop élevée, ce qui évite de déplacer l'équilibre dans le sens inverse. Cette façon de procéder conduit à un rendement chimique global pouvant atteindre 99,8 % de conversion de SO2 en SO3. 